# Thetella elegans
Thetella elegans är en insektsart som beskrevs av Kobayashi 1983. Thetella elegans ingår i släktet Thetella och familjen syrsor. Inga underarter finns listade i Catalogue of Life.